# Trio à cordes no 2 de Beethoven
Pour les articles homonymes, voir Trio à cordes (homonymie).
Le Trio à cordes no 2 en ré majeur « Sérénade pour violon, alto et violoncelle en ré majeur » opus 8 est un trio pour violon, alto et violoncelle de Beethoven. Composé en 1795-96, il est publié en 1797 chez Artaria.

## Historique

### Composition
L'œuvre a été composée entre 1796 et 1797, en même temps que la Sonate à quatre mains (op. 6) et que la Sonate pour piano n° 4.

### Publication
La sonate est publiée par Artaria en octobre 1797 avec un titre en italien : « Serenata per Violino, Viola e Violoncello / Luiggi Van Beethoven / Opera VIII ». Le quotidien autrichien Wiener Zeitung a annoncé sa parution le 7 octobre 1797.

### Réception
La sérénade eut beaucoup de succès, surtout grâce à son Allegretto alla Polacca très apprécié dans le milieu musical viennois de l'époque.

## Analyse musicale
L'œuvre est divisée en sept parties :
1. Marcia, Allegro, à 4 temps et en ré majeur — 34 mesures.
2. Adagio, à 3 temps et en ré majeur — 67 mesures.
3. Menuetto, Allegretto à 3 temps et en ré majeur — 48 mesures.
4. Adagio, à 2 temps et en ré mineur, suivi d'un Scherzo, Allegro molto à 2 temps et en ré majeur — 105 mesures.
5. Allegretto alla Polacca à 3 temps et en fa majeur — 112 mesures.
6. Tema con Variazioni. Andante quasi Allegretto, à 2 temps et en ré majeur — 141 mesures.
7. Marcia, Allegro, à 4 temps et en ré majeur — 34 mesures.

L'œuvre a une durée d'exécution d'environ 30 minutes. Les trois instruments y ont une importance pratiquement égale. Beethoven accorde une grande importance au rythme et aux oppositions de tempo, dès le premier mouvement (Marcia), l'opposition entre vif et lent s'inscrit dans l'écriture musicale entre des rythmes pointés et des triolets de croches.